# Jack Shephard (Izgubljeni)
Dr. Jack Shephard je izmišljeni lik i jedan od glavnih protagonista televizijske serije Izgubljeni kojeg je utjelovio glumac Matthew Fox. Serija Izgubljeni prati putovanje preživjelih putnika s leta Oceanic Airlines 815 nakon zrakoplovne nesreće na tajanstveni Otok te njihove pokušaje preživljavanja i bijega tijekom kojih polagano otkrivaju povijest i pozadinu otoka na kojem se nalaze. Autor lika u originalu je J. J. Abrams, premda su smjeru njegove karakterizacije uvelike pridonijeli jedan od autora serije Damon Lindelof i kasniji voditelj serije Carlton Cuse. Autor serije Izgubljeni J. J. Abrams jednom je prilikom za magazin Entertainment Weekly izjavio: "Jack Shephard možda je i najbolji vođa u nekoj televizijskoj seriji u povijesti." Tijekom produkcije same serije na razvoj lika također je utjecao i sam glumac Matthew Fox; njegove prave tetovaže iskorištene su u jednu od priča lika. Premda je u jednoj od ranih faza razvoja serije bilo predviđeno da lik umre već u pilot epizodi, scenaristi su promijenili plan pa je Jack postao glavni lik serije od prve epizode nadalje.
Kao praktički vođa preživjelih putnika na otoku, u prve četiri sezone serije Jack je uglavnom čovjek od znanosti. On služi kao glavna antiteza čovjeku od vjere Johnu Lockeu; međutim, zbog iskustava koja doživi tijekom pete sezone Jack se pretvara u vjernika i to do mjere da postaje Lockeov duhovni nasljednik otoka u posljednjoj sezoni serije. Njegove sposobnosti kao vođe dovode ga do trenutka u kojem nakratko postaje zaštitnikom otoka koje preuzima od do tada besmrtnog čuvara Jacoba, a također je i jedan od troje ljudi koji se u posljednjoj epizodi sukobljavaju u epskoj bitci s Čovjekom u crnom. Jackova priča tijekom serije uključivala je ljubavne veze s jednom od preživjelih putnica Kate Austen kao i s članicom tajanstvene skupine Drugih Juliet Burke. Od njegovih ostalih veza s drugim likovima svakako se mora izdvojiti ona s Claire Littleton za koju u kasnijem dijelu serije saznaje da mu je polusestra; Hugom "Hurleyjem" Reyesom kao njegovom praktički desnom rukom; i Sawyerom, glavnim rivalom kada je u pitanju ljubavni trokut s Kate, ali kasnije i pravim prijateljem.